# Hostal

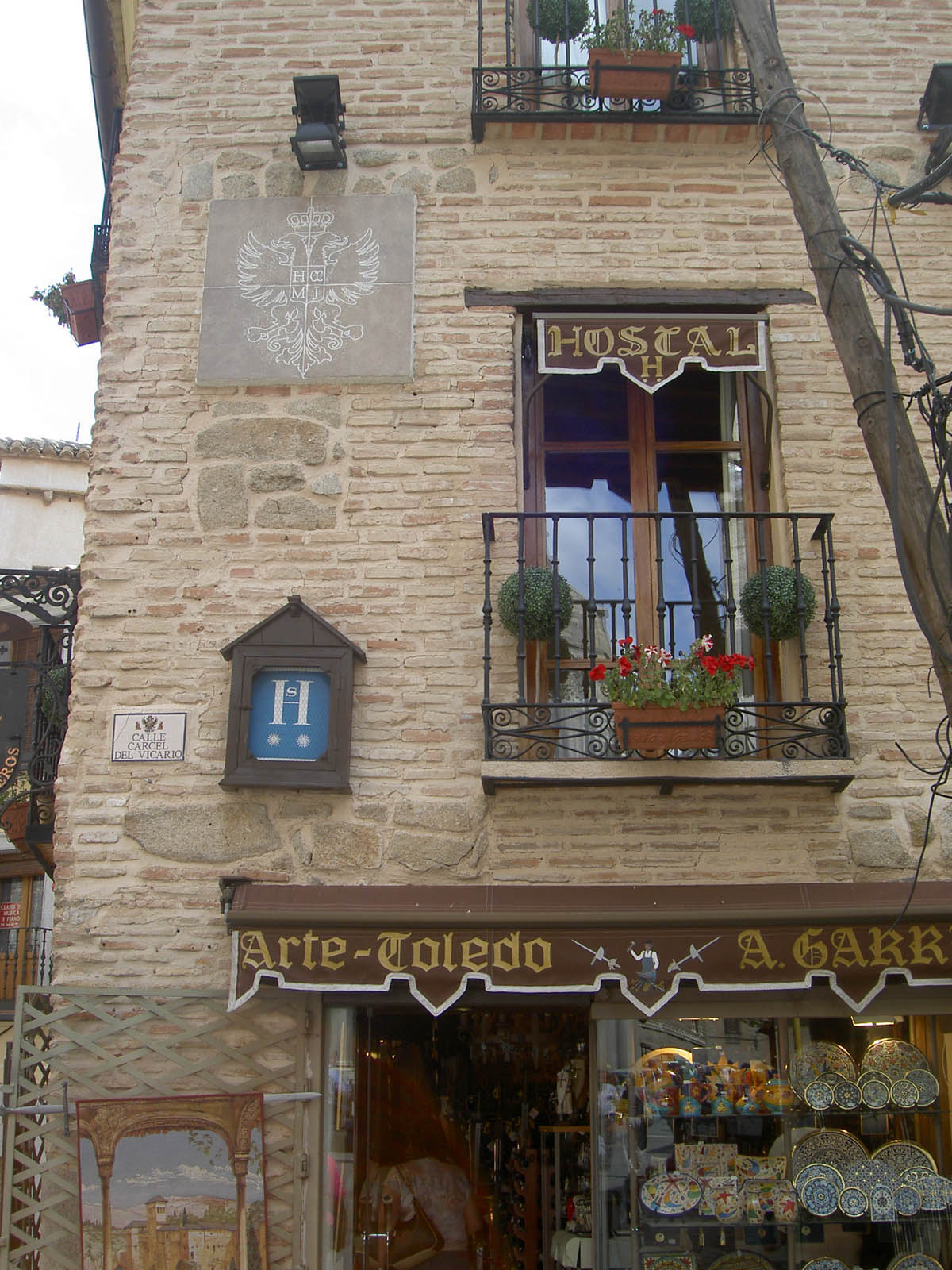
Detalle de un hostal en Toledo (España).

Un hostal es un establecimiento de hostelería de menor categoría que el hotel. Su uso, muy ambiguo, puede aparecer como sinónimo de muy diversos tipos de hotel, posada, parador, o como albergue en Chile y Colombia.

## Terminología
Por su etimología latina «hospitālis» (hospitalario o relativo al huésped), recoge el sentido de hospital de peregrinos u hospedería. Término de uso preferente en España y parte de América, en algunos estudios aparece relacionado con la voz del idioma occitano, «ostal» (casa). En inglés, el término «hostel» puede referirse a una pensión, una posada, un hostal o a los albergues juveniles («youth hostel»).

## Características
Inicialmente planteados como establecimiento de hostelería económico, aunque con una evolución muy variada en servicios y estructura, pueden darse como características, más o menos generales: 
- Tienen un servicio de recepción las 24 horas y ocasional información turística.
- Disponen de un salón o zona común con teléfono público.
- Servicios de limpieza y Wi-Fi gratis.
- Pueden no disponer de entradas de uso exclusivo, al estar integrados en otro edificio.
- Ofertan dormitorios compartidos, y en algunos casos también habitaciones privadas.
- Aunque han evolucionado hacia el edificio exclusivo, también pudieron haber sido una o varias viviendas reformadas.

## Hostales, pensiones y posadas
La reglamentación oficial de carácter administrativo y legal en los diferentes países donde aparecen edificios nombrados o catalogados como hostal, es tan diversa como caprichoso el uso que del término se hace, independientemente de la normativa. Durante el siglo xx la inflación en el uso del título de hostal pareció sustituir al que en el siglo xix había tenido el término pensión. Sobre este particular, algunas fuentes diferencian hostal y pensión en función de la estabilidad de sus huéspedes, viajeros eventuales en los hostales –como en las posadas y fondas– y con carácter más fijo en las pensiones. Hoy en día también existen los Hostales de 5 Estrellas, que son hostales con un diseño más exclusivo. 

## En las artes

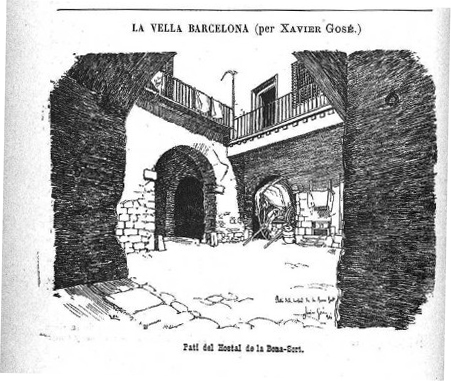
1895

De la presencia del término como sinónimo de posada habla por sí mismo un dibujo de Xavier Gosé para La Esquella de la Torratxa, del patio interior del Hostal de la Bona-Sort, para el almanaque de 1895.
Y de entre los innumerables descritos en la literatura, puede recordarse el muy navarro Hostal Burguete, dibujado por Ernest Hemingway en su novela Fiesta.
En 1996 se emitió por La 1 de Televisión española, la serie de televisión Hostal Royal Manzanares, dirigida por Sebastián Junyent y protagonizada por Lina Morgan, parodiando en la pequeña pantalla el modelo popular de los sainetes castizos de principios de siglo xx. 

## Tipología

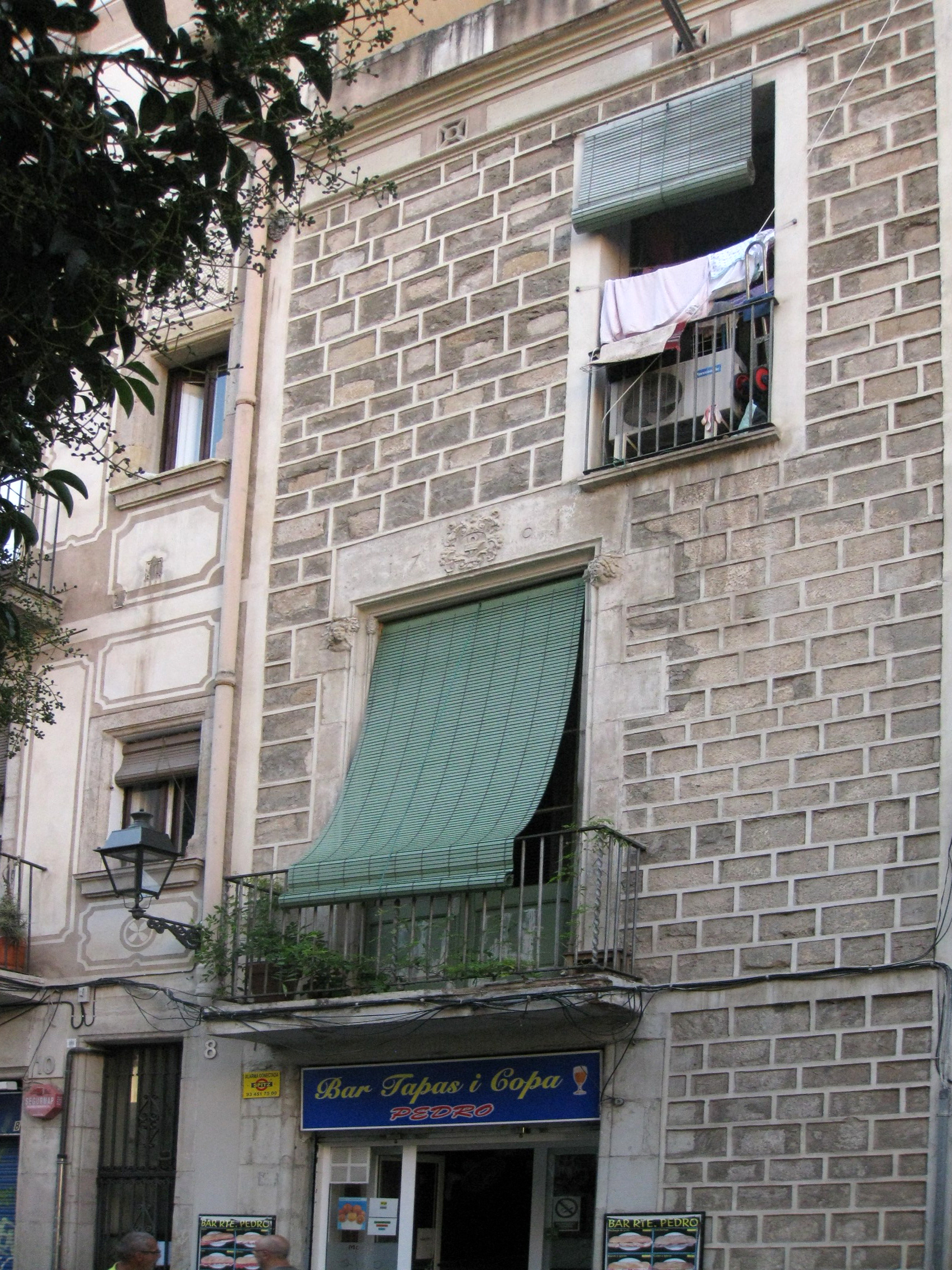
Antiguo hostal del Carme (siglo xvi), en Barcelona.
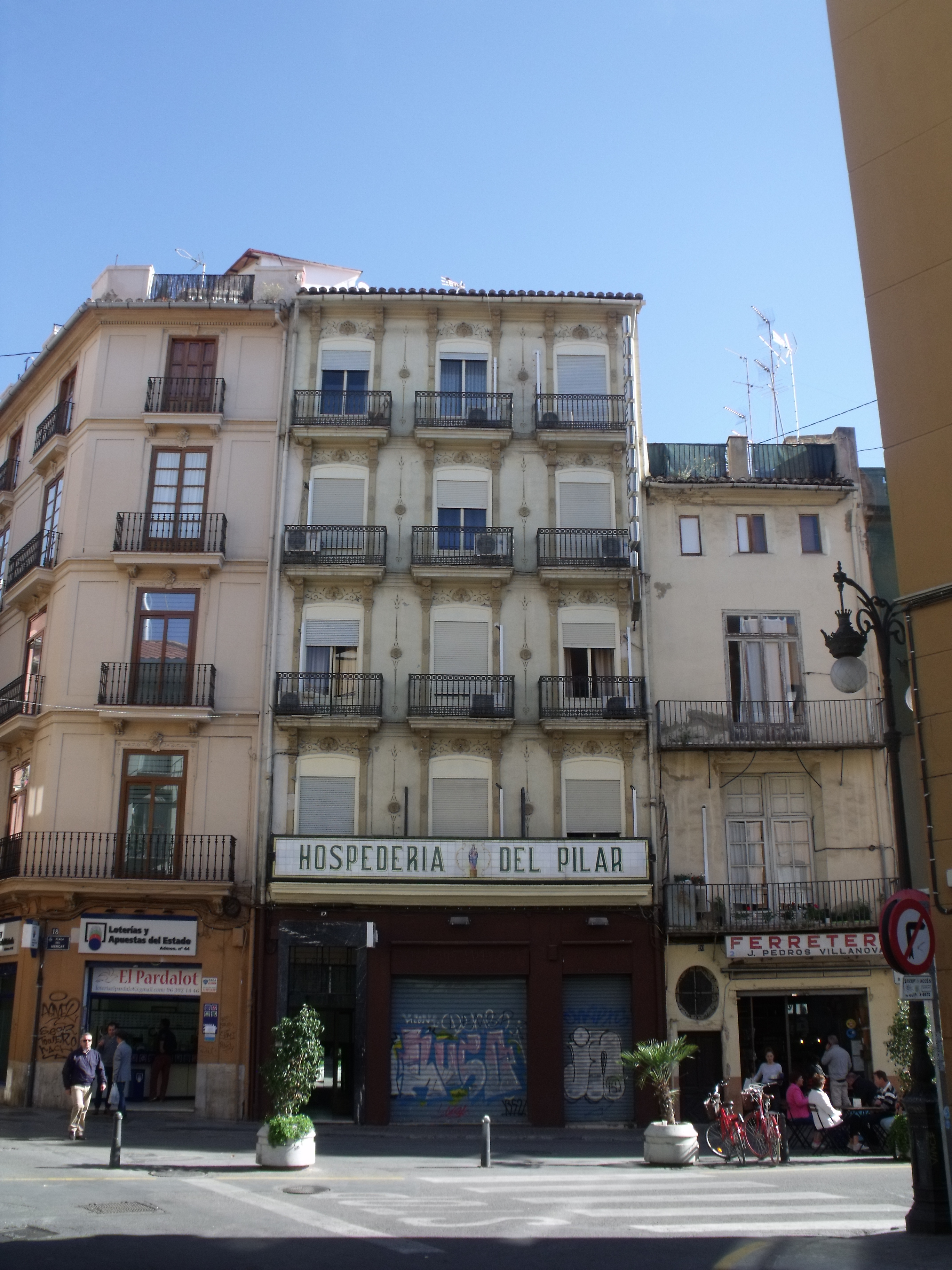
Hostal de la antigua Hospedería del Pilar (Valencia).
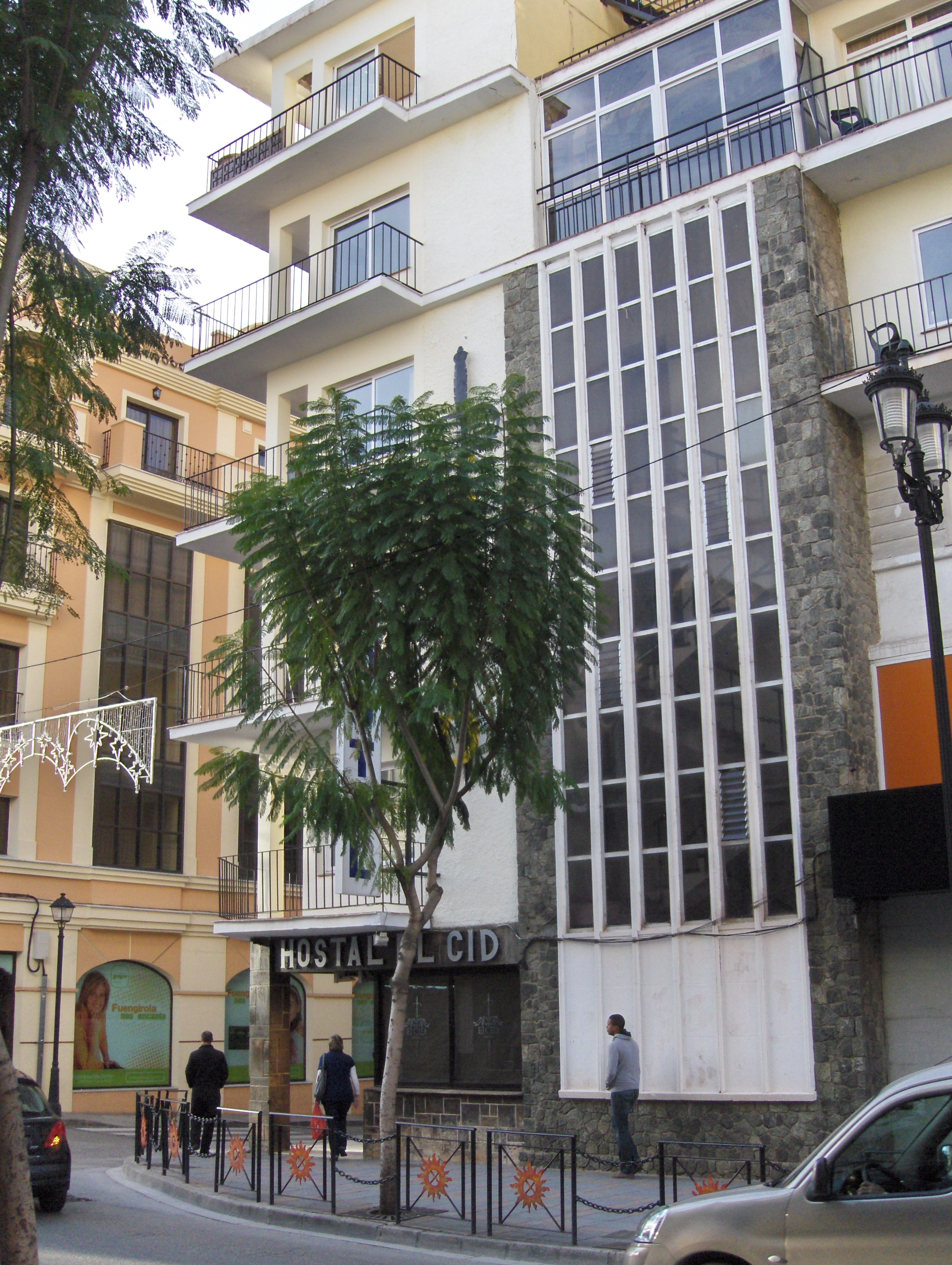
Hostal en Fuengirola (Málaga).
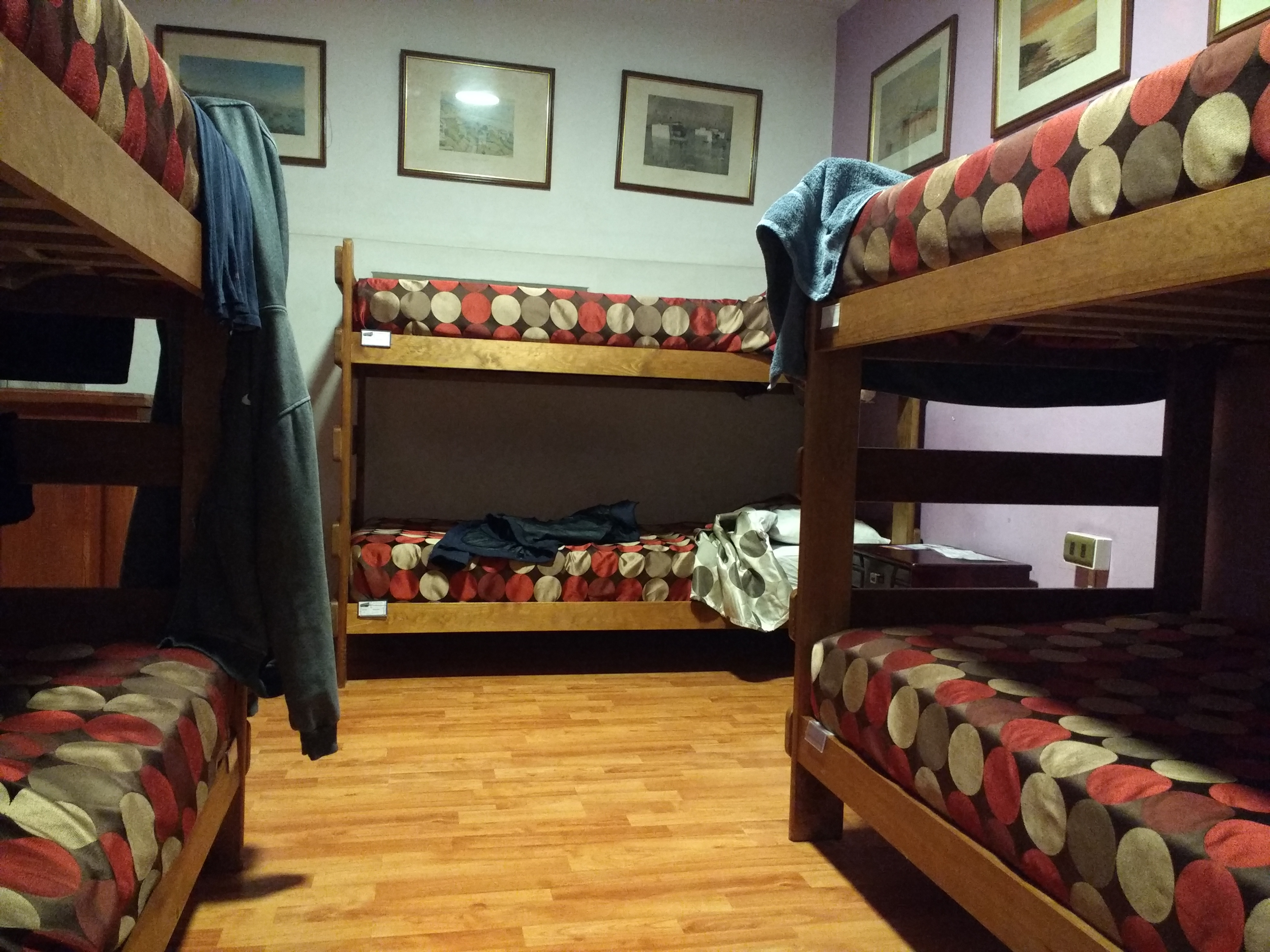
Habitación de un hostal del tipo albergue juvenil, en Santiago de Chile.
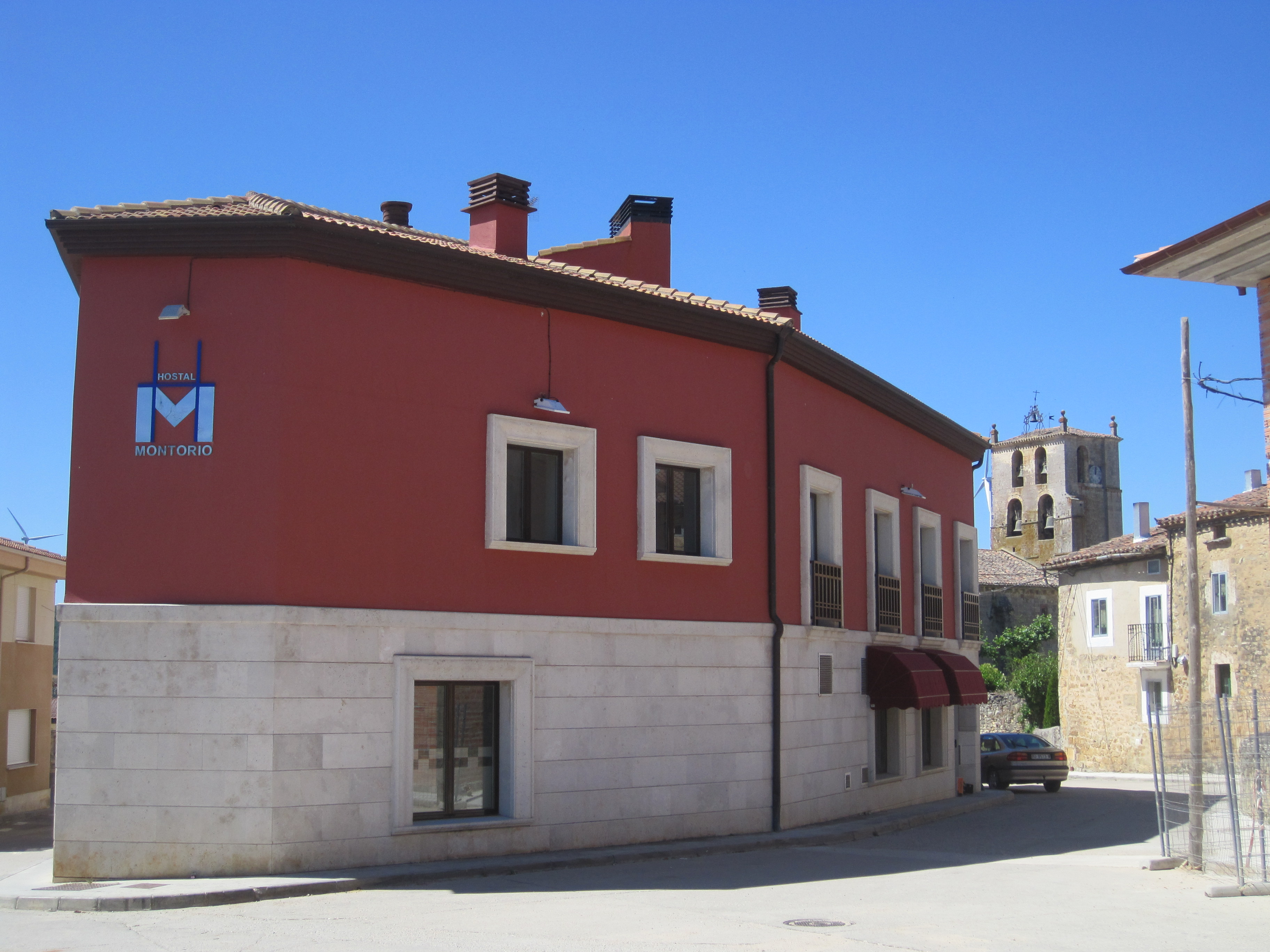
Típico hostal moderno en una localidad burgalesa (España).
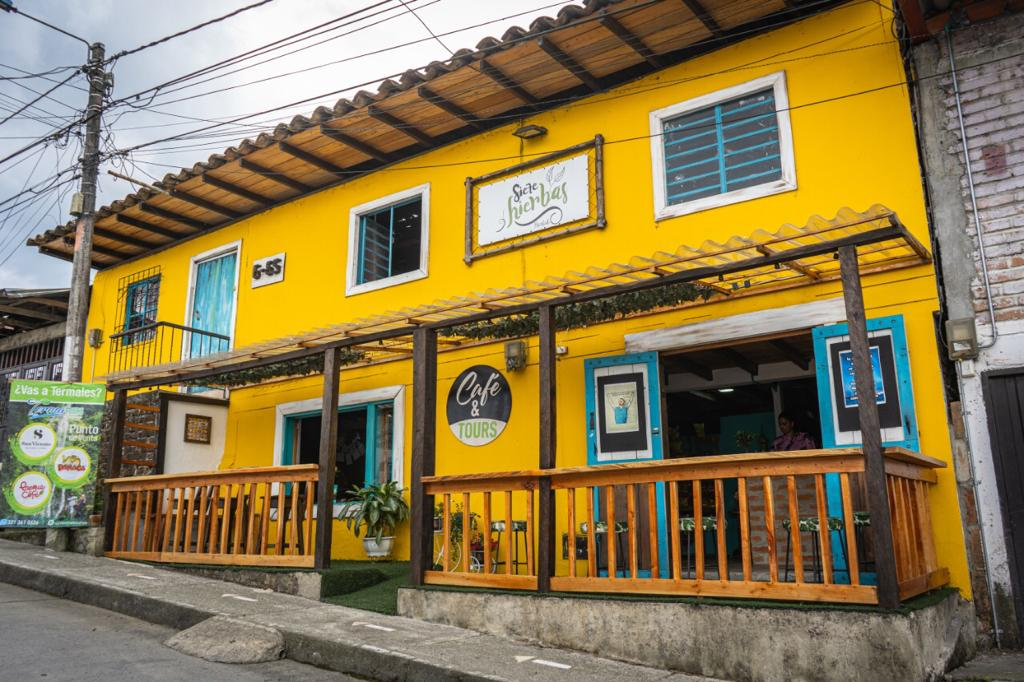
Hostal Tradicional en el Eje Cafetero, (Colombia). Localidad: Santa Rosa de Cabal, Risaralda.